# MasterChef Italia (undicesima edizione)
L'undicesima edizione del talent show culinario MasterChef Italia, composta da 12 puntate e 24 episodi, è andata in onda in prima serata su Sky Uno dal 16 dicembre 2021 al 3 marzo 2022. La giuria è composta da Bruno Barbieri, Antonino Cannavacciuolo e Giorgio Locatelli. La produzione è a carico di Endemol Shine.
A risultare vincitrice è Tracy Eboigbodin, cameriera di Verona, che si è aggiudicata 100 000 € in gettoni d'oro, la pubblicazione di un libro di ricette e la possibilità di frequentare un corso di cucina presso l'Alma. Il libro è stato pubblicato nel marzo 2022 dalla casa editrice Baldini+Castoldi e si intitola "Soul kitchen. Le mie ricette per nutrire l’anima". (ISBN 978-8893884952)
La trasmissione è disponibile anche nelle piattaforme Now e Sky Go. Anche per questa edizione, la radio partner è RTL 102.5.
La replica in chiaro di questa edizione è andata in onda di venerdì sera dal 30 settembre al 16 dicembre 2022 su TV8, chiudendosi dopo l'inizio della dodicesima stagione pay.

## Concorrenti
| Nome                        | Età | Città                      | Occupazione                    | Posizione | Prove vinte | Individuali | In brigata |
| --------------------------- | --- | -------------------------- | ------------------------------ | --------- | ----------- | ----------- | ---------- |
| Tracy Eboigbodin            | 28  | Verona                     | Cameriera                      | 1º        | 12          | 9           | 3          |
| Carmine Gorrasi             | 18  | Montecorvino Pugliano (SA) | Studente di liceo scientifico  | 2º        | 7           | 4           | 3          |
| Christian Passeri           | 20  | Bosconero (TO)             | Studente di scienze alimentari | 2º        | 3           | 2           | 1          |
| Lia Valetti                 | 30  | Bardolino (VR)             | Bancaria                       | 4º        | 7           | 5           | 2          |
| Nicky Brian Perera          | 28  | Brighton (UK)              | Designer                       | 5º        | 6           | 1           | 5          |
| Federico Chimirri           | 30  | Milano                     | Disc jockey                    | 6º        | 3           | 2           | 1          |
| Elena Morlacchi             | 54  | Lido Adriano (RA)          | Casalinga                      | 7º        | 5           | 2           | 3          |
| Mime Kataniwa               | 48  | Firenze                    | Guida turistica                | 8º        | 5           | 3           | 2          |
| Gabriele "Polone" Policarpo | 34  | Anzio (RM)                 | Buttafuori                     | 9º        | 2           | 1           | 1          |
| Dalia Rivolta               | 30  | Torino                     | Assistente commerciale         | 10º       | 3           | 2           | 1          |
| Pietro Adragna              | 42  | Palermo                    | Libero professionista          | 11º       | 4           | 1           | 3          |
| Tina Caruso                 | 39  | Piacenza                   | Commessa                       | 12º       | 1           | 0           | 1          |
| Maria Grazia "Mery" Liviero | 26  | Roma                       | Personal trainer               | 13º       | 1           | 1           | 0          |
| Bruno Tanzi                 | 64  | Parma                      | Agente di commercio            | 14º       | 1           | 0           | 1          |
| Anna Leone                  | 30  | Codigoro (FE)              | Nutrizionista                  | 15º       | 1           | 0           | 1          |
| Nicholas Bianchini          | 21  | Arezzo                     | Studente di architettura       | 16º       | 1           | 0           | 1          |
| Andrea Comazzi              | 42  | Marano Ticino (NO)         | Maitre                         | 17º       | 1           | 0           | 1          |
| Rita Monforte               | 53  | Catania                    | Imprenditrice                  | 18º       | 1           | 0           | 1          |
| Andrealetizia Pedrini       | 25  | Brighton (UK)              | Disoccupata                    | 19º       | 0           | 0           | 0          |
| Giulia Masetti              | 30  | Bologna                    | Modella                        | 20º       | 0           | 0           | 0          |

### Tabella delle eliminazioni
|               | 3                      | 3                      | 4                                       | 4                                       | 5                   | 5                   | 6                | 6                | 7                                     | 7                                     | 8                      | 8                      | 9                     | 9                     | 10                | 10                | 11                      | 11                      | 12                          | 12                          |  |
| Mystery Box   | Elena Carmine Federico | Elena Carmine Federico | Carmine Lia Mime Tracy Dalia Elena Rita | Carmine Lia Mime Tracy Dalia Elena Rita | Tracy Pietro Andrea | Tracy Pietro Andrea | Carmine Lia Tina | Carmine Lia Tina | Lia Tracy Federico Mime Polone Pietro | Lia Tracy Federico Mime Polone Pietro | Christian Carmine Mime | Christian Carmine Mime | Carmine Mime Federico | Carmine Mime Federico | Lia Tracy Carmine | Lia Tracy Carmine | Lia Carmine Nicky Brian | Lia Carmine Nicky Brian | Carmine Tracy Lia Christian | Carmine Tracy Lia Christian |  |
| Tracy         | SALVA                  | ULTIMI 11              | IMMUNE                                  | PRIMA                                   | SALVA               | PRIMI 8             | PRIMA            | PRIMI 7          | IMMUNE                                | PRIMA                                 | ULTIMI 3               | ULTIMI 5               | SALVA                 | SECONDA               | PRIMA             | PRIMI 2           | PRIMA                   | PRIMA                   | PRIMA                       | VINCITRICE                  |  |
| Carmine       | SALVO                  | PRIMI 9                | IMMUNE                                  | SECONDO                                 | SALVO               | PRIMI 8             | SALVO            | PRIMI 7          | SALVO                                 | PRIMO                                 | ULTIMI 3               | ULTIMI 5               | SALVO                 | PRIMO                 | ULTIMI 3          | ULTIMI 4          | ...SALVO...             | ULTIMI 2                | IMMUNE                      | SECONDO                     |  |
| Christian     | SALVO                  | ULTIMI 11              | SALVO                                   | TERZO                                   | SALVO               | PRIMI 8             | ULTIMI 3         | ULTIMI 7         | SALVO                                 | SECONDO                               | SALVO                  | ULTIMI 5               | ULTIMI 3              | SECONDO               | PRIMO             | ULTIMI 4          | SALVO                   | ULTIMI 4                | FINALISTA                   | SECONDO                     |  |
| Lia           | ULTIMI 6               | ULTIMI 11              | IMMUNE                                  | SECONDA                                 | PRIMA               | PRIMI 8             | SALVA            | ULTIMI 7         | IMMUNE                                | SECONDA                               | SALVA                  | PRIMI 5                | SALVA                 | PRIMA                 | IMMUNE            | ULTIMI 4          | SALVA                   | ULTIMI 4                | ELIMINATA                   |                             |  |
| Nicky Brian   | ULTIMI 6               | PRIMI 9                | ULTIMI 3                                | SECONDO                                 | SALVO               | PRIMI 8             | SALVO            | PRIMI 7          | SALVO                                 | TERZO                                 | SALVO                  | PRIMI 5                | PRIMO                 | PRIMO                 | ULTIMI 3          | PRIMI 2           | SALVO                   | ELIMINATO               |                             |                             |  |
| Federico      | ULTIMI 6               | ULTIMI 11              | ULTIMI 3                                | TERZO                                   | SALVO               | ULTIMI 8            | SALVO            | ULTIMI 7         | IMMUNE                                | PRIMO                                 | SALVO                  | PRIMI 5                | ULTIMI 3              | TERZO                 | PRIMO             | ELIMINATO         |                         |                         |                             |                             |  |
| Elena         | PRIMA                  | PRIMI 9                | SALVA                                   | TERZA                                   | SALVA               | ULTIMI 8            | SALVA            | PRIMI 7          | SALVA                                 | PRIMA                                 | SALVA                  | PRIMI 5                | SALVA                 | TERZA                 | ELIMINATA         |                   |                         |                         |                             |                             |  |
| Mime          | SALVA                  | ULTIMI 11              | IMMUNE                                  | PRIMA                                   | SALVA               | PRIMI 8             | SALVA            | ULTIMI 7         | IMMUNE                                | PRIMA                                 | PRIMA                  | PRIMI 5                | SALVA                 | ELIMINATA             |                   |                   |                         |                         |                             |                             |  |
| Polone        | ULTIMI 6               | PRIMI 9                | SALVO                                   | SECONDO                                 | SALVO               | ULTIMI 8            | ULTIMI 3         | ULTIMI 7         | IMMUNE                                | SECONDO                               | SALVO                  | ULTIMI 5               | ELIMINATO             |                       |                   |                   |                         |                         |                             |                             |  |
| Dalia         | PRIMA                  | ULTIMI 11              | SALVA                                   | TERZA                                   | SALVA               | ULTIMI 8            | SALVA            | PRIMI 7          | PRIMA                                 | IMMUNE                                | SALVA                  | ELIMINATA              |                       |                       |                   |                   |                         |                         |                             |                             |  |
| Pietro        | SALVO                  | PRIMI 9                | SALVO                                   | PRIMO                                   | SALVO               | PRIMI 8             | SALVO            | PRIMI 7          | ULTIMI 2                              | PRIMO                                 | ELIMINATO              |                        |                       |                       |                   |                   |                         |                         |                             |                             |  |
| Tina          | SALVA                  | ULTIMI 11              | SALVA                                   | PRIMA                                   | SALVA               | ULTIMI 8            | SALVA            | PRIMI 7          | SALVA                                 | ELIMINATA                             |                        |                        |                       |                       |                   |                   |                         |                         |                             |                             |  |
| Mery          | ULTIMI 6               | ULTIMI 11              | PRIMA                                   | PRIMA                                   | ULTIMI 3            | ULTIMI 8            | SALVA            | ULTIMI 7         | ELIMINATA                             |                                       |                        |                        |                       |                       |                   |                   |                         |                         |                             |                             |  |
| Bruno         | SALVO                  | ULTIMI 11              | SALVO                                   | PRIMO                                   | ULTIMI 3            | PRIMI 8             | SALVO            | ELIMINATO        |                                       |                                       |                        |                        |                       |                       |                   |                   |                         |                         |                             |                             |  |
| Anna          | SALVA                  | PRIMI 9                | SALVA                                   | PRIMA                                   | SALVA               | ULTIMI 8            | ELIMINATA        |                  |                                       |                                       |                        |                        |                       |                       |                   |                   |                         |                         |                             |                             |  |
| Nicholas      | SALVO                  | PRIMI 9                | SALVO                                   | TERZO                                   | SALVO               | ELIMINATO           |                  |                  |                                       |                                       |                        |                        |                       |                       |                   |                   |                         |                         |                             |                             |  |
| Andrea        | ...SALVO...            | PRIMI 9                | SALVO                                   | SECONDO                                 | ELIMINATO           |                     |                  |                  |                                       |                                       |                        |                        |                       |                       |                   |                   |                         |                         |                             |                             |  |
| Rita          | SALVA                  | PRIMI 9                | SALVA                                   | ELIMINATA                               |                     |                     |                  |                  |                                       |                                       |                        |                        |                       |                       |                   |                   |                         |                         |                             |                             |  |
| Andrealetizia | ULTIMI 6               | ULTIMI 11              | ELIMINATA                               |                                         |                     |                     |                  |                  |                                       |                                       |                        |                        |                       |                       |                   |                   |                         |                         |                             |                             |  |
| Giulia        | SALVA                  | ELIMINATA              |                                         |                                         |                     |                     |                  |                  |                                       |                                       |                        |                        |                       |                       |                   |                   |                         |                         |                             |                             |  |

     Il concorrente è il vincitore dell'intera edizione

     Il concorrente è il vincitore dell’invention test 

     Il concorrente è immune da eliminazione e non partecipa alla prova

     Il concorrente passa dopo la prima fase dello Skill Test

     Il concorrente passa dopo la seconda fase dello Skill Test

     Il concorrente passa dopo la terza fase dello Skill Test

     Il concorrente va direttamente al secondo livello dello Skill Test

     Il concorrente va direttamente al terzo livello dello Skill Test

     Il concorrente fa parte della squadra vincente ed è salvo

     Il concorrente è il vincitore della sfida esterna ed è salvo

     Il concorrente fa parte della squadra perdente ma non deve affrontare il Pressure Test

     Il concorrente fa parte della squadra perdente, deve affrontare il Pressure Test e si salva

     Il concorrente è il peggiore del Pressure Test, affronta il duello e si salva

     Il concorrente non partecipa alla sfida esterna e affronta direttamente il Pressure Test

     Il concorrente è tra i peggiori ma non è eliminato

     Il concorrente è eliminato

     Il concorrente accede alla sfida finale 

     Il concorrente perde la sfida finale

## Dettaglio delle puntate

### Prima puntata
Data: giovedì 15 dicembre 2021

#### Episodi 1 e 2 (selezioni)
I primi due episodi si concentrano sui live cooking: ogni aspirante concorrente deve preparare il proprio piatto sulla base degli alimenti scelti in precedenza nella dispensa a loro disposizione. Chiunque riceva almeno due sì, dovrà affrontare le prove tecniche. Ogni giudice, qualora un concorrente non passi la selezione, può mettere la firma sul grembiule affinché l'aspirante tenti la tecnica, possibilità concessa una sola volta per ogni giudice (rispetto alla precedente edizione, il grembiule è sempre bianco e non più grigio). Chef Locatelli decide di firmare un grembiule, ossia quello di Andrealetizia.

### Seconda puntata
Data: giovedì 23 dicembre 2021

#### Episodi 3 e 4 (prove di abilità e sfida finale)
Nelle prove di abilità i 36 concorrenti selezionati vengono divisi in tre gruppi e ciascuno di essi affronta una sfida diversa. Gli aspiranti chef che svolgono un buon lavoro entrano direttamente nella cucina di Masterchef, mentre chi delude le aspettative viene eliminato. I giudici possono anche decidere di mandare i concorrenti incerti alla sfida finale per confermare l'accesso alla cucina o respingerli definitivamente. 
Il primo gruppo deve condire un burrito in maniera originale. Entrano nella cucina di Masterchef Nicholas, Elena, Rita, Anna, Tina, Polone, Bruno e Tracy mentre Stefano, Luca, Matteo, Catia e Claudia si tolgono il grembiule. Chef Barbieri decide di firmare il grembiule di Mery salvandola e mandandola alla sfida finale.
Il secondo gruppo deve eseguire più tagli possibili di frutta e verdura, disossare un'anatra e sfilettare una sogliola. Jacopo e Roberto vengono eliminati anzitempo per via di troppi errori. Successivamente si aggiungono alla masterclass Carmine, Andrea, Federico C. e Andrealetizia mentre si tolgono il grembiule Federico T., Oriana e Veronica. Pietro e Greta vengono mandati alla sfida finale.
Il terzo gruppo deve realizzare un impiattamento bello da vedere partendo dal pollo arrosto con le patate. I giudici promuovono Mime, Dalia e Christian, mentre eliminano Maria Vittoria "Marvi", Medya, Diego e Annamaria. Inoltre, mandano alla sfida finale Giulia, grazie alla firma di chef Cannavacciuolo, Enrico, Lia e Nicky Brian.
I concorrenti rimandati, per la sfida finale, devono realizzare un piatto inserendovi all'interno almeno due ingredienti "sbagliati" che dovranno essere aggiustati in preparazione (filetto di baccalà troppo salato, vongole piene di sabbia, riso stracotto, besciamella con molti grumi, panna stracciata e maionese impazzita). Alla fine della prova Giulia, Lia, Pietro, Mery e Nicky Brian entrano nella cucina di Masterchef mentre Enrico e Greta vengono eliminati.

### Terza puntata
Data: giovedì 30 dicembre 2021

#### Episodio 5
Partecipanti: Andrea, Andrealetizia, Anna, Bruno, Carmine, Christian, Dalia, Elena, Federico, Giulia, Lia, Mery, Mime, Nicholas, Nicky, Pietro, Polone, Rita, Tina, Tracy.
- Mystery Box
  - Tema: le favole.
  - Ingredienti: briciole di pane, funghi, fagioli, triglie, zucca, raperonzoli, fegato di cinghiale, piselli, maccheroncini, pernice.
  - Piatti migliori: Pernice in carrozza (Carmine), Ricrediamo nelle fiabe (Federico), Un occhio alla pernice (Elena).
  - Vincitrice: Elena.

- Invention Test
  - Tema: l'originalità.
  - Ospite: Marie Robert.
  - Proposte: terrina di lepre, bonsai di fragole. Elena sceglie la terrina di lepre, ma le viene rivelato che la prova sarà affrontata a coppie e sarà lei a sceglierle.
  - Assegnazioni della vincitrice della Mystery Box: Dalia-Elena, Rita-Pietro, Christian-Giulia, Bruno-Mime, Nicholas-Tina, Nicky-Mery, Andrealetizia-Lia, Andrea-Carmine, Federico-Polone, Tracy-Anna.
  - Piatto migliore: Caramelle da uno sconosciuto (Dalia-Elena).
  - Piatti peggiori: Lepre nel bosco incantato (Federico-Polone), Bite me (Andrealetizia-Lia), Primo incontro (Nicky-Mery).
  - Eliminato: i giudici decidono di non eliminare nessuno, ma mandano Andrealetizia e Lia direttamente al Pressure Test.

#### Episodio 6
Partecipanti: Andrea, Anna, Bruno, Carmine, Christian, Dalia, Elena, Federico, Giulia, Mery, Mime, Nicholas, Nicky, Pietro, Polone, Rita, Tina, Tracy 
- Prova in esterna
  - Sede: Villa Reale di Monza.
  - Ospiti: 31 pasticcieri.
  - Squadra blu: Dalia (caposquadra), Bruno, Mime, Federico, Tina, Giulia, Christian, Tracy, Mery.
  - Squadra rossa: Elena (caposquadra), Rita, Carmine, Pietro, Andrea, Polone, Nicky, Anna, Nicholas.
  - Piatti del menu: Dolci al cucchiaio (squadra blu), Dolci al forno (squadra rossa).
  - Vincitori: squadra rossa.
- Pressure Test
  - Sfidanti: Andrealetizia, Bruno, Christian, Dalia, Federico, Giulia, Lia, Mery, Mime, Tina, Tracy.
  - Prova: preparare un panino senza utilizzare il pane. Gli ingredienti vengono scelti a catena a partire da Dalia.
  - Ingredienti: pomodoro (Andrealetizia), avocado (Bruno), lattuga (Christian), patata (Dalia), fungo portobello (Federico), zucchina (Giulia), petto di pollo (Lia), riso (Mery), fagioli azuki (Mime), spaghetti (Tina), polenta (Tracy).
  - Eliminata: Giulia.

### Quarta puntata
Data: giovedì 6 gennaio 2022

#### Episodio 7
Partecipanti: Andrea, Andrealetizia, Anna, Bruno, Carmine, Christian, Dalia, Elena, Federico, Lia, Mery, Mime, Nicholas, Nicky, Pietro, Polone, Rita, Tina, Tracy.
- Golden Mystery Box
  - Tema: condimenti dal mondo.
  - Ingredienti: burro di Sandefjord, irish champ, rouille, chimichurri, jager sauce, mojo, t'q'emali, mole, nouc mam, ponzu. Gli aspiranti chef devono realizzare un piatto utilizzando una sola tra queste dieci salse.
  - Piatti migliori: Chicken M.E.G. (Rita), Colazione a Kyoto (Mime), Open your mind (Carmine), Baccalà alla norvegese (Tracy), Cena a Bangkok (Lia), Alice a Torino (Dalia), Milano-Amburgo andata e ritorno (Elena).
  - Vincitori: Mime, Tracy, Lia, Carmine (in quanto vincitori, si aggiudicano tutti e quattro l'immunità e salgono in balconata).

- Invention Test
  - Tema: tradizione e innovazione.
  - Ospiti: Sarah Cicolini e Diego Rossi.
  - Proposte: pajata, vitello tonnato. I giudici danno la possibilità ai concorrenti di scegliere quale dei due piatti vogliono cucinare, ma poi rivelano che devono cucinare il piatto che hanno scartato.
  - Piatto migliore: Tra me e mamma (Mery).
  - Piatti peggiori: Pajata ‘a capa ‘e sotto (Andrealetizia), Pajata a modo mio (Federico), Tris (Nicky).
  - Eliminata: Andrealetizia. Mery deve scegliere chi tra i due concorrenti peggiori far partire dal secondo o dal terzo step nello Skill Test, e sceglie rispettivamente Nicky e Federico.

#### Episodio 8
Partecipanti: Andrea, Anna, Bruno, Carmine, Christian, Dalia, Elena, Federico, Lia, Mery, Mime, Nicholas, Nicky, Pietro, Polone, Rita, Tina, Tracy.
- Skill Test
  - Tema: il miele (Mery ha il vantaggio di poter chiedere un consiglio allo chef mentore di ogni prova).
  - Primo step: realizzare un primo piatto utilizzando il miele come mantecatura (si salvano Anna, Bruno, Mery, Mime, Pietro, Tina e Tracy).
  - Secondo step: realizzare un piatto a base di carne utilizzando le tecniche di laccatura e anti-imbrunimento (si salvano Andrea, Carmine, Lia, Nicky e Polone).
  - Terzo step: realizzare un dolce con idromele, polline e il favo dell'ape (si salvano Christian, Dalia, Elena, Federico e Nicholas).
  - Eliminata: Rita.

### Quinta puntata
Data: giovedì 13 gennaio 2022

#### Episodio 9
Partecipanti: Andrea, Anna, Bruno, Carmine, Christian, Dalia, Elena, Federico, Lia, Mery, Mime, Nicholas, Nicky, Pietro, Polone, Tina, Tracy.
- Mystery Box
  - Tema: gli ingredienti essenziali.
  - Ingredienti: cipolle, pane, patate. Gli aspiranti chef devono realizzare un piatto di cucina povera utilizzando i tre ingredienti.
  - Piatti migliori: È Fimmina! (Pietro), Famiglia (Andrea), Dignità (Tracy).
  - Vincitrice: Tracy.

- Invention Test
  - Tema: ricordi delle radici dei tre giudici.
  - Proposte: Uovo poché con polpette al sugo, cialda e crema di parmigiano (Antonino), Tagliatelle con rigaglie di pollo, aceto balsamico e uovo barzotto (Bruno), Merluzzo con lenticchie e salsa di prezzemolo (Giorgio).
  - Assegnazioni della vincitrice della Mystery Box: Tracy, Dalia, Polone, Andrea, Christian (piatto di Giorgio). Tina, Elena, Nicky, Mime, Lia, Bruno (piatto di Antonino). Pietro, Anna, Nicholas, Carmine, Federico e Mery (piatto di Bruno).
  - Piatto migliore: Lia.
  - Piatti peggiori: Bruno, Andrea, Mery.
  - Eliminato: Andrea.

#### Episodio 10
- Prova in esterna
  - Sede: Val di Sole.
  - Ospiti: 24 contadini e allevatori.
  - Squadra blu: Mery (caposquadra), Federico, Dalia, Tina, Elena, Polone, Anna, Nicholas.
  - Squadra rossa: Lia (caposquadra), Christian, Carmine, Tracy, Nicky, Mime, Bruno, Pietro. Lia ha il vantaggio di poter scambiare un componente della sua squadra con uno di quella avversaria. Pietro, inizialmente nella brigata blu, finisce nella squadra rossa per uno scambio con Polone.
  - Piatti del menu: Canederli in zuppetta di fieno e latte, Salmerino al limone con insalata e mele (squadra blu), Gnocchi con ricotta e cavolo cappuccio, Filetto di manzo in crosta di fieno con fonduta e mele (squadra rossa), Strudel di mele con zabaione (entrambe le squadre).
  - Vincitori: squadra rossa.
- Pressure Test
  - Sfidanti: Anna, Dalia, Elena, Federico, Mery, Nicholas, Polone, Tina.
  - Prova: preparare un’omelette creativa (si salvano Anna, Dalia, Elena, Federico, Mery, Polone e Tina).
  - Eliminato: Nicholas.

### Sesta puntata
Data: giovedì 20 gennaio 2022

#### Episodio 11
Partecipanti: Anna, Bruno, Carmine, Christian, Dalia, Elena, Federico, Lia, Mery, Mime, Nicky, Pietro, Polone, Tina, Tracy
- Mystery Box
  - Tema: ingredienti del mondo importati in Italia
  - Ingredienti: arachidi, bisonte, couve manteiga, maxixe, luppolo, papaya, melanzane thai, maiale di razza mangalica, fiori di banano, ipomea aquatica. Gli aspiranti chef devono realizzare un piatto utilizzando almeno cinque ingredienti tra questi dieci.
  - Piatti migliori: Otto su dieci (Carmine), Bisonte nel prato (Tina), Pork mon amour (Lia).
  - Vincitore: Carmine.
- Invention Test
  - Tema: fusione tra popoli.
  - Ospiti: Anissa Helou.
  - Proposte: pane Non, pane Yufka, pane Rgaïf. Carmine assegna il primo ad Anna, Bruno, Elena, Mime e Pietro, il secondo a Christian, Mery, Polone, Tina, Tracy, il terzo a sé stesso, Dalia, Federico, Lia e Nicky. Inoltre ha la possibilità di privare tre avversari degli attrezzi fondamentali per realizzare il piatto (il chekich per il non, la clava per lo yufka, il mattarello per lo rgaïf) e sceglie Anna, Dalia e Polone.
  - Piatto migliore: Sale in zucca, spezie nel cuore (Tracy).
  - Piatti peggiori: Tra terre e sapori sconosciuti (Polone), Casa mia (Christian), Uzbekistan Italia 1-1 (Anna).
  - Eliminata: Anna.

#### Episodio 12
Partecipanti: Bruno, Carmine, Christian, Dalia, Elena, Federico, Lia, Mery, Mime, Nicky, Pietro, Polone, Tina, Tracy
- Prova in esterna
  - Sede: Trieste, Molo Audace.
  - Ospiti: 20 produttori.
  - Squadra blu: Tracy (caposquadra), Tina, Dalia, Pietro, Carmine, Elena, Nicky.
  - Squadra rossa: Federico (caposquadra), Christian, Mime, Bruno, Mery, Polone, Lia.
  - Piatti del menu: Primo croato e dolce friulano (squadra blu), Antipasto austriaco e secondo sloveno (squadra rossa).
  - Vincitori: squadra blu.
- Pressure Test
  - Sfidanti: Bruno, Christian, Lia, Mery, Mime, Polone. Federico può scegliere un componente della propria squadra da salvare e sceglie di salvare sé stesso.
  - Prova: preparare un Pedocio de Trieste in quattro diversi step, il primo che conclude ogni singolo step prima degli altri dovrà suonare il campanello costringendo gli altri a passare allo step successivo in qualsiasi punto si trovino.
  - Primo step: pulire la barba dal guscio delle cozze, strappare i filamenti e pulire il tutto per togliere l'eventuale calcare.
  - Secondo step: mettere le cozze in pentola e metterle sul fuoco, filtrare il liquido delle cozze dalle impurità.
  - Terzo step: sbriciolare il pane secco e sminuzzare il prezzemolo.
  - Quarto step: appassire l'aglio in una padella, aggiungere le cozze e il liquido di cottura e aggiungere il pane grattugiato e prezzemolo ed eventualmente aggiungere il limone.
  - Quinto step: Impiattare in meno di 10 secondi.
  - Eliminato: Bruno (l'eliminato è stato svelato nell'episodio successivo).

### Settima puntata
Data: giovedì 27 gennaio 2022

#### Episodio 13
Partecipanti: Carmine, Christian, Dalia, Elena, Federico, Lia, Mery, Mime, Nicky, Pietro, Polone, Tina, Tracy
- Golden Mystery Box
  - Tema: ingredienti dai sapori forti o delicati. A catena, gli aspiranti cuochi scelgono con quale gruppo di ingredienti dovrà cucinare un avversario.
  - Ingredienti forti: aringa salata, carne di pecora, peperone rosso, jalapeno, formaggio francese.
  - Ingredienti delicati: carosello, cottage cheese, lamponi, ombrina, salicornia.
  - Piatti migliori: You the man (Pietro), 20% (Federico), L'esorcista (Lia), Asazuke Bruno (Mime), Trovare equilibrio (Tracy), Il mio positivo (Polone)
  - Vincitori: Mime, Tracy, Lia, Polone e Federico (in quanto vincitori, si aggiudicano tutti quanti l'immunità e salgono in balconata, tranne Pietro che però ottiene un vantaggio per l'Invention).
- Invention Test
  - Tema: la frollatura del pesce
  - Ospiti: Lele Usai
  - Proposte: Nautilus, Pesce di roccia
  - Assegnazioni del vincitore della Mystery Box: Carmine, Elena, Nicky, Pietro (Nautilus). Dalia, Tina, Mery, Christian (Pesce di roccia). Pietro ha il vantaggio di assegnare a un concorrente di ciascuno dei due gruppi il pesce già sfilettato, invece di un pesce intero, e sceglie Elena e Dalia e rifiuta la possibilità di averlo già sfilettato.
  - Piatto migliore: Dalia
  - Piatti peggiori: Pietro, Mery.
  - Eliminata: Mery

#### Episodio 14
Partecipanti: Carmine, Christian, Dalia, Elena, Federico, Lia, Mime, Nicky, Pietro, Polone, Tina, Tracy.
- Skill Test
  - Tema: La carne (in quanto vincitrice dell'Invention, i giudici decidono di mandare Dalia direttamente in balconata).
  - Primo step: realizzare una tartare tagliando la carne perfettamente e utilizzando gli ingredienti necessari decidendone la quantità giusta (si salvano Carmine, Elena, Tracy, Federico, Mime e Pietro)
  - Secondo step: realizzare un filetto alla Wellington accompagnato da una salsa al vino rosso (si salvano Christian, Lia, e Polone).
  - Terzo step: realizzare un piatto utilizzando lingua, animella e salsa verde (si salva Nicky).
  - Eliminata: Tina

### Ottava puntata
Data: giovedì 3 febbraio 2022

#### Episodio 15
Partecipanti: Carmine, Christian, Dalia, Elena, Federico, Lia, Mime, Nicky, Pietro, Polone, Tracy.
- Mystery Box
  - Tema: i tuberi.
  - Ingredienti: pastinaca, zenzero, manioca, rafano, taro, rapa bianca, topinambur, radice di loto, scorza nera, rutabaga.
  - Piatti migliori: Terra (Carmine), Giardino di imperatrice giapponese (Mime), Un piemontese che torna dal Brasile (Christian)
  - Vincitore: Christian.
- Invention Test
  - Tema: le erbe.
  - Ospite: Enrico Costanza.
  - Assegnazioni del vincitore della Mystery Box: erba camembert (Carmine), agastache aurantiaca (Christian), black sapote (Dalia), basilico santo (Elena), noci fermentate (Federico), erba dell'immortalità (Lia), burro di fiori di canapa (Mime), spinacio del malabar (Nicky), zucchero azteco (Pietro), ficoide glaciale (Polone), idrolato di rosmarino (Tracy). Inoltre dovrà decidere se dovranno cucinare un piatto dolce o salato.
  - Piatto migliore: Pasta a sigaretta per Bob Marley (Mime).
  - Piatti peggiori: Tagliere di formaggi e vino (Carmine), Più dolce che acre (Pietro), Dolce amaro (Tracy).
  - Eliminato: Pietro

#### Episodio 16
Partecipanti: Carmine, Christian, Dalia, Elena, Federico, Lia, Mime, Nicky, Polone, Tracy.
- Prova in esterna
  - Sede: Milano (set di Blocco 181, la nuova serie di Salmo firmata da Sky Original)
  - Ospiti: 35 professionisti.
  - Squadra blu: Mime (caposquadra), Federico, Lia, Elena, Nicky.
  - Squadra rossa: Christian (caposquadra), Dalia, Carmine, Tracy, Polone.
  - Piatti del menu: a base di carne (squadra blu), a base di pesce (squadra rossa).
  - Vincitori: squadra blu.
- Pressure test
  - Sfidanti: Christian, Dalia, Carmine, Tracy, Polone
  - Prova: Il fritto alla piemontese
  - Ospite: Elide Mollo
  - Prova: preparare quattro piatti di fritto, uno ogni dieci minuti, nell'ordine numerico che contiene tre ingredienti ripresi dalle portate dell'ospite (si salvano Carmine, Christian, Polone e Tracy).
  - Eliminata: Dalia

### Nona puntata
Data: giovedì 10 febbraio 2022

#### Episodio 17
Partecipanti: Carmine, Christian, Elena, Federico, Lia, Mime, Nicky, Polone, Tracy.
- Mistery box
  - Tema: l'acqua di mare. I cuochi amatoriali devono realizzare un piatto libero con l'uso obbligatorio dell'acqua di mare.
  - Piatti migliori: Mare (Carmine), Formentera (Federico), Cannolo giapponese (Mime)
  - Vincitore: Carmine
- Invention test
  - Tema: la pasticceria
  - Ospite: Iginio Massari.
  - Proposte: Tortine monoporzione di bavarese alla vaniglia ricoperte di glassa a specchio a forma di goccia (difficoltà medio-bassa), a forma di gemma (difficoltà medio-alta), a forma di intreccio (difficoltà alta).
  - Assegnazioni del vincitore della Mystery Box: Carmine, Elena e Mime (difficoltà medio-bassa). Nicky, Federico e Lia (difficoltà media). Christian, Tracy e Polone (difficoltà alta).
  - Imprevisto: Durante la prova, Elena e Federico si rendono protagonisti di un errore che penalizza l'intera Masterclass: nell'aggiungere all'ultimo momento della crema, tengono l'abbattitore aperto e questo compromette l'intera prova, privandola della parte tecnica
  - Piatto migliore: È mangato il freddo (Nicky).
  - Piatti peggiori: La prima vergogna (Polone), 90% è nascosto (Christian), Colpa della camicia (Federico)
  - Eliminato: Polone. I giudici decidono di penalizzare Federico ed Elena per il loro comportamento durante la prova, facendoli partire direttamente dal secondo step dello Skill Test.

#### Episodio 18
Partecipanti: Carmine, Christian, Elena, Federico, Lia, Mime, Nicky, Tracy.
- Skill test
  - Tema: la trasformazione degli ingredienti (Nicky ha il vantaggio di poter fermare un concorrente a scelta nel corso della prova, che potrà tornare ai fornelli solo dopo tre minuti).
  - Ospite: Terry Giacomello
  - Primo step: La liofilizzazione. I concorrenti dovranno dimostrare di avere un ottimo gusto estetico. Nicky utilizza il suo vantaggio fermando Tracy (si salvano Carmine, Lia e Nicky).
  - Secondo step: L'osmosi. I concorrenti dovranno dimostrare di avere non soltanto un senso estetico, ma anche un gusto appropriato (si salvano Christian e Tracy).
  - Terzo step: La denaturalizzazione della fibra. I concorrenti dovranno creare un piatto che abbia un senso estetico e di gusto appropriati alla trasformazione della materia (si salvano Elena e Federico).
  - Eliminata: Mime

### Decima puntata
Data: giovedì 17 febbraio 2022

#### Episodio 19
Partecipanti: Carmine, Christian, Elena, Federico, Lia, Nicky, Tracy.
- Golden Mystery Box
  - Tema: riuscire a interpretare e replicare un piatto da una recensione scritta su una rivista di un misterioso critico gastronomico.
  - Ospite: Valerio Massimo Visintin.
  - Piatti migliori: Scorpione nel bosco (Lia), Bosco immaginario (Tracy), Immagina, puoi (Carmine)
  - Vincitori: Lia (in quanto vincitrice, si aggiudica l'immunità e sale in balconata).
- Invention Test
  - Tema: replicare i piatti dei tre ospiti. La prova è stipulata a duello, suddivisi a coppie dovranno replicare il piatto, il migliore dei due sale in balconata. Il perdente di ogni duello va a rischio eliminazione.
  - Ospiti: i tre finalisti della decima edizione di MasterChef Italia: Irene Volpe, Antonio Colasanto, Francesco Aquila.
  - Proposte: Il risveglio della natura (Irene), Caciucco in spaghetto (Antonio), Nippo murgiano (Aquila)
  - Assegnazioni del vincitore della Mystery Box: Carmine, Tracy (piatto di Aquila), Christian, Nicky (piatto di Irene), Elena, Federico (piatto di Antonio).
  - Vincitori dei duelli: Tracy, Christian e Federico
  - Perdenti dei duelli: Carmine, Nicky e Elena
  - Eliminata: Elena

#### Episodio 20
Partecipanti: Carmine, Christian, Federico, Lia, Nicky, Tracy.
- Prova in esterna
  - Sede: Milano, Museo del Novecento.
  - Ospiti: 10 chef.
  - Squadra blu: Christian (caposquadra), Lia.
  - Squadra rossa: Federico (caposquadra), Carmine
  - Squadra gialla: Tracy (caposquadra), Nicky
  - Piatti del menu: Aragosta di Eugènie Brazier (squadra gialla), Raviolo Aperto di Gualtiero Marchesi (squadra rossa), Minestra di verdure di Ferran Adrià (squadra blu)
  - Vincitori: squadra gialla
- Pressure Test
  - Sfidanti: Carmine, Christian, Federico, Lia.
  - Prova: preparare liberamente un piatto di pasta in 14 minuti (si salvano Carmine, Christian e Lia).
  - Eliminato: Federico

### Undicesima puntata
Data: giovedì 24 febbraio 2022

#### Episodio 21
Partecipanti: Carmine, Christian, Lia, Nicky, Tracy.
- Mystery Box
  - Tema: replicare il loro piatto peggiore realizzato nella cucina di Masterchef
  - Piatti migliori: Una lepre che corre a vele spiegate (Lia), Maledizione, (non) mi si è rotto l'uovo (Carmine), Filetto alla Wellington: ce se riprova (Nicky)
  - Vincitrice: Lia
- Invention Test
  - Tema: replicare un piatto dei giudici cucinando con loro in contemporanea, ma senza la possibilità di guardare, ascoltando solo le loro indicazioni. Oltre ad assegnare i piatti ai suoi avversari, Lia ha il vantaggio di poter guardare le preparazioni del suo chef mentore per un solo minuto.
  - Proposte: Involtini di ombrina al caprino (Piatto di Cannavacciuolo), Animelle e dolceagro di capperi (Piatto di Locatelli), Pasta pestata con succo di mare (Piatto di Barbieri).
  - Assegnazioni del vincitore della Mystery Box: Carmine, Nicky (Piatto di Barbieri). Lia (Piatto di Cannavacciuolo). Christian, Tracy (Piatto di Locatelli).
  - Vincitrice: Tracy
  - Eliminato: i giudici decidono di non eliminare nessuno.

#### Episodio 22
Partecipanti: Carmine, Christian, Lia, Nicky, Tracy.
- Prova in Esterna
  - Sede: Brusaporto, Ristorante da Vittorio
  - Ospiti: I Fratelli Cerea.
  - Special guest: Matteo Berrettini.
  - Piatti del menù Spaghetto di tonno con bagnacauda e crumble di pistacchi (Christian), Risotto con testina di pata negra e pomodori fatti in maionese (Tracy), Rombo chiodato con crema di cocco, caviali e rucola (Lia), Anatra nel nido (Carmine), Pera montata con salsa di zenzero (Nicky).
  - Vincitrice: Tracy.
- Pressure Test
  - Sfidanti: Carmine, Christian, Lia, Nicky.
  - Prova: Gli aspiranti chef hanno un totale di 36 ingredienti, ma la prova si divide in 3 step dove a ogni step si salverà il piatto migliore. A ogni step gli aspiranti chef selezioneranno solo 4 ingredienti con cui cucinare a loro piacimento.
  - Primo step: si salva Lia.
  - Secondo step: si salva Christian.
  - Terzo step: si salva Carmine.
  - Eliminato: Nicky.

### Dodicesima puntata (Sfida finale)
Data: giovedì 3 marzo 2022

#### Episodio 23 (Semifinale)
Partecipanti: Carmine, Christian, Lia, Tracy.
- Mystery Box
  - Tema: realizzare un piatto con gli ingredienti vegetali trovati sotto la Mystery e che rispecchi il più possibile l'aspirante chef.
  - Ospite: Enrico Crippa.
  - Piatti realizzati: Orto di famiglia con l'agnello (Christian), Il passato e il futuro (Tracy), La mia estate (Lia), Il viaggio di Ulisse (Carmine).
  - Vincitore: Carmine (il vincitore accede direttamente alla sfida finale).
- Invention test
  - Ospite: Andreas Caminada.
  - Piatti da replicare: Filetto di cervo con emulsione di aglio nero, salsa di yogurt e barbabietola (Christian), Trota scottata con cavolo rapa, emulsione di caviale di trota e vinaigrette all'aneto (Lia), Cavolfiore alla milanese con finocchio speziato e salsa olandese al miso (Tracy).
  - Eliminata: Lia

#### Episodio 24 (Finale)
Partecipanti: Carmine, Christian, Tracy
- Ristorante di Masterchef:
  - Menù degustazione La mia storia, e quella della cucina di Christian: Primo giorno di festa, La scoperta del pomodoro, Marco Pierre White, Gioco.
  - Menù degustazione L'abbraccio di Tracy Gondola sul Niger, Ravioli di capra, Pluma iberica con platano, Mousse ai tre cioccolati.
  - Menù degustazione La promessa di Carmine: Kaiseki partenopeo, Dove tutto ebbe inizio, Sapori di casa e non, Battipaglia total white.

- Vincitrice dell'undicesima edizione di MasterChef Italia: Tracy Eboigbodin.

## Ascolti
| Puntata    | Episodio | Sky Uno          | Sky Uno        | Sky Uno | Fonte  |
| Puntata    | Episodio | Messa in onda    | Telespettatori | Share   | Fonte  |
| ---------- | -------- | ---------------- | -------------- | ------- | ------ |
| 1- Provini | 1        | 16 dicembre 2021 | 702 000        | 3%      | [ 4 ]  |
| 1- Provini | 2        | 16 dicembre 2021 | 537 000        | 3,1%    | [ 4 ]  |
| 2          | 3        | 23 dicembre 2021 | 918 000        | 3%      | [ 5 ]  |
| 2          | 4        | 23 dicembre 2021 | 785 000        | 3,4%    | [ 5 ]  |
| 3          | 5        | 30 dicembre 2021 | 962 000        | 3,3%    | [ 6 ]  |
| 3          | 6        | 30 dicembre 2021 | 840 000        | 3,9%    | [ 6 ]  |
| 4          | 7        | 6 gennaio 2022   | 693 000        | 2,9%    | [ 7 ]  |
| 4          | 8        | 6 gennaio 2022   | 648 000        | 3,3%    | [ 7 ]  |
| 5          | 9        | 13 gennaio 2022  | 918 000        | 3%      | [ 8 ]  |
| 5          | 10       | 13 gennaio 2022  | 761 000        | 3,2%    | [ 8 ]  |
| 6          | 11       | 20 gennaio 2022  | 726 000        | 2,9%    | [ 9 ]  |
| 6          | 12       | 20 gennaio 2022  | 613 000        | 3,1%    | [ 9 ]  |
| 7          | 13       | 27 gennaio 2022  | 922 000        | 3,7%    | [ 10 ] |
| 7          | 14       | 27 gennaio 2022  | 817 000        | 4,1%    | [ 10 ] |
| 8          | 15       | 3 febbraio 2022  | 538 000        | 1,97%   | [ 11 ] |
| 8          | 16       | 3 febbraio 2022  | 454 000        | 2,13%   | [ 11 ] |
| 9          | 17       | 10 febbraio 2022 | 753 000        | 3%      | [ 12 ] |
| 9          | 18       | 10 febbraio 2022 | 630 000        | 3,1%    | [ 12 ] |
| 10         | 19       | 17 febbraio 2022 | 682 000        | 2,7%    | [ 13 ] |
| 10         | 20       | 17 febbraio 2022 | 551 000        | 2,8%    | [ 13 ] |
| Semifinale | 21       | 24 febbraio 2022 | 588 000        | 2,4%    | [ 14 ] |
| Semifinale | 22       | 24 febbraio 2022 | 528 000        | 3%      | [ 14 ] |
| Finale     | 23       | 3 marzo 2022     | 860 000        | 3,5%    | [ 15 ] |
| Finale     | 24       | 3 marzo 2022     | 714 000        | 3,9%    | [ 15 ] |
| Media      | Media    | Media            | 715 000        | 3,10%   |        |